# Сесіль Бьодкер
Сесіль Бедкер (інколи також Бьодкер; 27 березня 1927 — 19 квітня 2020) — данська письменниця і поетеса, найбільш відома молодіжними художніми книгами про героя Сайласа. За свій «тривалий внесок у дитячу літературу» в 1976 році отримала міжнародну письменницьку медаль Ганса Крістіана Андерсена.

## Біографія
Народилася у Фредерісії у 1927 році.
У 1955 році опублікувала перші вірші під псевдонімом Сесіль Скар. У 1961 році дебютувала зі збіркою новел «Øjet» («Око»). Усі вони розглядають умови людського існування, відчуженого від природи. Антиутопічна критика цивілізації продовжилася в «Tilstanden Harley» («Стан Харлі»; 1965) і «Pap» («Картон»; 1967).

## Нагороди
Премія імені Ганса Крістіана Андерсена, яку присуджує Міжнародна рада з молодіжної книги, є найвищою нагородою, доступною для письменника / письменниці чи ілюстратора / ілюстраторки дитячих книжок. Цю відзнаку Бедкер отримала в 1966 році.
У 1961 році їй присудили щорічну літературну премію данських критиків (Kritikerprisen), у 1968 році - дитячу книжкову премію Міністерства культури (Kulturministeriets Børnebogspris) за книгу «Silas og den sorte hoppe» («Сайлас і чорна кобила»). У 1998 році за свою письменницьку працю отримала гран-прі Данської академії.
Англомовне видання «Leoparden» («Леопард»; 1970), перекладене Ґуннаром Поульсеном та опубліковане Atheneum Press у 1976 році, виграло щорічну премію Батчелдера від Американської бібліотечної асоціації як «дитяча книга, яка вважається найвидатнішою з тих, котрі спочатку були опубліковані іноземною мовою в іншій країні, а потім перекладені англійською та опубліковані у Сполучених Штатах».

## Твори
| - 1955 Геральдична лілія (вірш) - 1956 Літаючі коні (поема) - 1956 Покоління (поема) - 1959 Анадіомен (поема) - 1961 Око (роман) - 1964 Останній (гра на слух) - 1964 Зібрання поезій (Зб.). - 1965 Штат Гарлі (роман) - 1967 Картон (радіоп'єса) - 1967 Сайлас і чорна кобила (для молоді) - 1968 Під знаком барана (для молоді) - 1969 Силас і Бен-Годік (молодь) - 1969 Тіммерліс (для молоді) - 1970 Леопард (для молоді) - 1971 Димма Голе (для молоді) - 1971 Казки таврів - 1971 Жінка, що пішла за водою"(радіоспектакль) - 1972 Будинок солепромисловця - 1972 Сайлас ловить ящірку (для молоді) - 1972 Провина (в.о.) - 1974 Неправильна маска в трикотажному одязі нашого Господа - 1975 Дитина в солом'яному кошику - 1975 Рік, коли зникла Земля - 1975 Батько, мати і діти (акторська робота) - 1975 Єрутте з червоної лисиці (для молоді) - 1975 Єрутте рятує Тома і Тінне (для молоді) - 1976 Єрутте і ведмідь з Реверьода (для молоді) - 1976 Сайлас створює сім'ю (для молоді) - 1977 Сесіл Бодкер — добірка (вибірка) - 1977 Обранець - 1977 Єрутте відвідує Хундеєнса (для молоді) | - 1977 Сайлас на горі Себастьяна (для молоді) - 1978 Сайлас і кінський нашийник знову зустрічаються (для молоді) - 1979 Сайлас зустрічає Матті (для молоді) - 1980 Ехо Єви - 1980 Втеча з Фараона - 1981 Подумай про Джоланду (красива історія, що розповідає про зростання тихої, сором'язливої дівчинки Емілії, коли вона зустрічає своє внутрішнє «я» в сильній, схильній до пригод дівчині Джоланді) - 1982 Довга подорож - 1982 Сім років для Ракеля - 1983 Дитина Мері. Хлопчик. - 1984 Дитина Мері. Чоловік - 1984 Сайлас — життя в гірському селі (для молоді) - 1985 Сайлас — блакитні коні (для молоді) - 1986 Сайлас — спадщина Себастьяна (для молоді) - 1987 Яйце, що виросло (для молоді) - 1988 Марія з Назарету - 1988 Сайлас — вовча мандрівка (для молоді) - 1989 Водний сад - 1990 Голодний Барнет (для молоді) - 1990 Мальвіна - 1991 Випадковий (поема) - 1992 Сайлас — воля (для молоді) - 1993 Сухе літо (роман) - 1995 Але принаймні живий (для молоді) - 1996 Пані Гільда (для молоді) - 1997 Бабусине вухо - 1997 Поки час - 1998 Сайлас і річкові розбійники (для молоді) - 2001 Сила — час відчаю (для молоді) - 2003 Сиффрін |